# Sadocus ingens
Sadocus ingens is een hooiwagen uit de familie Gonyleptidae.